# 大王庄街道
大王庄街道，是中华人民共和国天津市河东区下辖的一个乡镇级行政单位。

## 行政区划

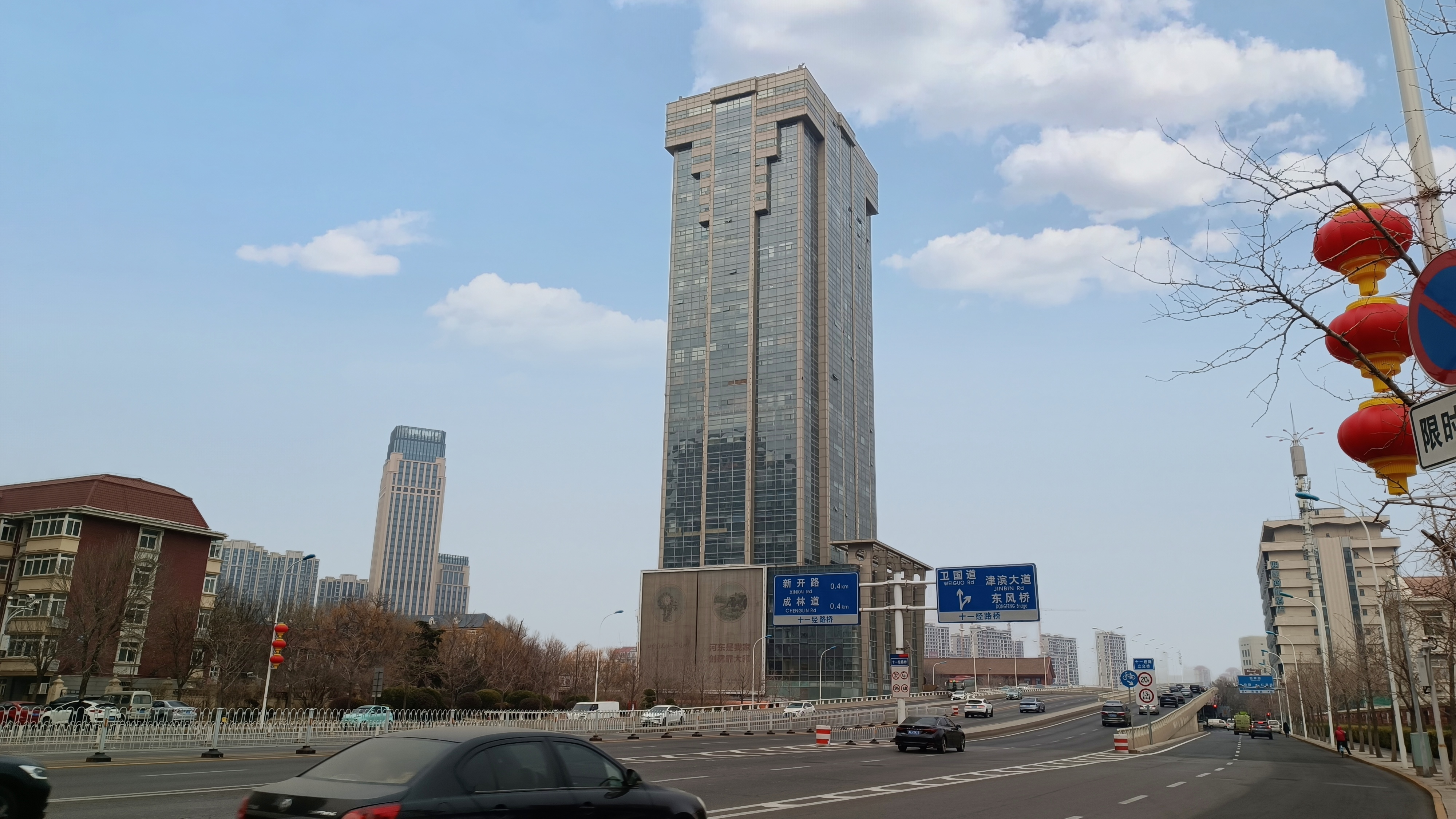
鼎泰大厦

大王庄街道下辖以下地区：
诚厚里社区、麟祥里社区、积善里社区、新义信里社区、德元里社区、长城公寓社区、荣泰公寓社区、丰盈里社区、十三经路社区、丰瑞里社区、林枫花园社区、信和苑社区和祥云名轩社区。

## 海河东岸商务区

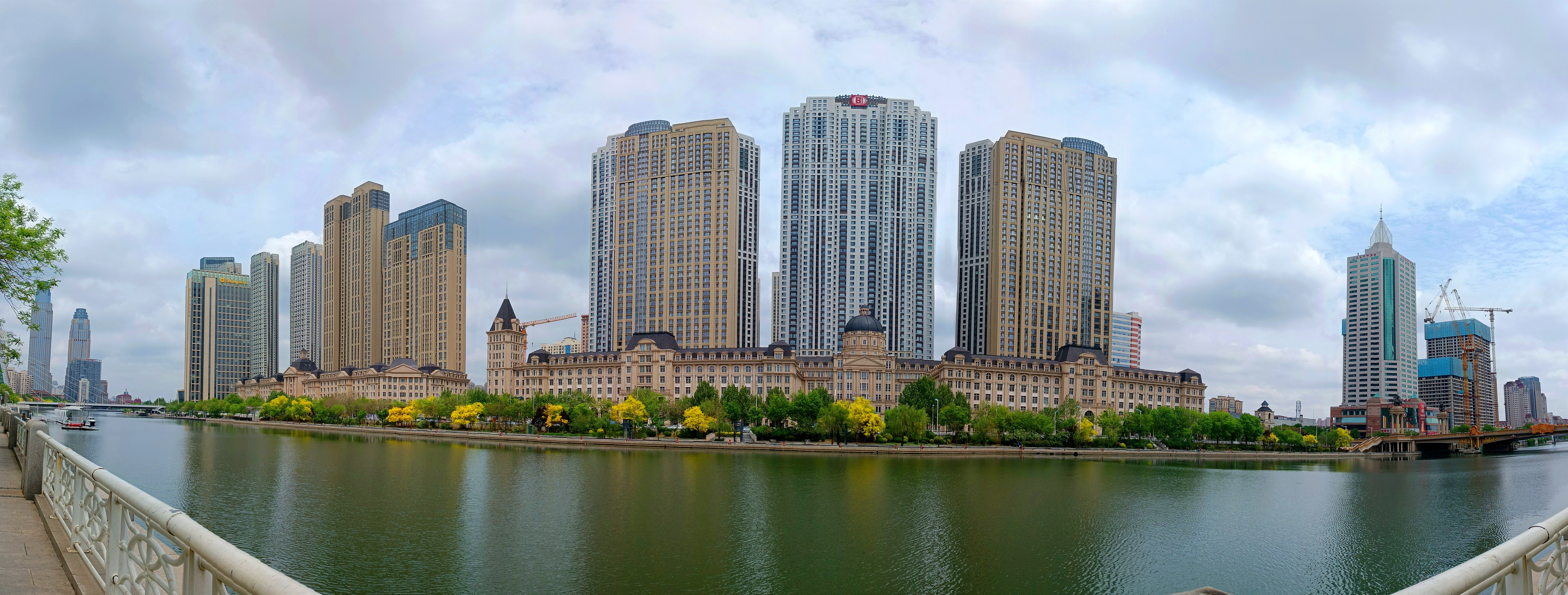
天津市河东区海河沿岸全景

海河东岸商务区又称南站商务区，位于河东区大王庄街道海河沿岸地区，规划范围为北至赤峰桥；南至十三经路；东至七纬路；西至海河，占地面积约95公顷。海河东岸商务区地理位置优越、交通便利、周边配套设施完备，是天津商务区的重要拓展建设用地。
海河东岸商务区定位为综合性商务办公中心，形成以现代金融、财务会计、律师咨询、营建顾问等现代服务业为主导的，以高端商业、文化休闲为补充的，以近代工业文化为特色的可持续、复合型城市商务中心。现海河东岸商务区已成为拥有多座甲级写字楼以及五星级大酒店、商务商业建筑的现代化商务区，成为立足天津、服务环渤海、面向东北亚的现代、国际化中央商务区。

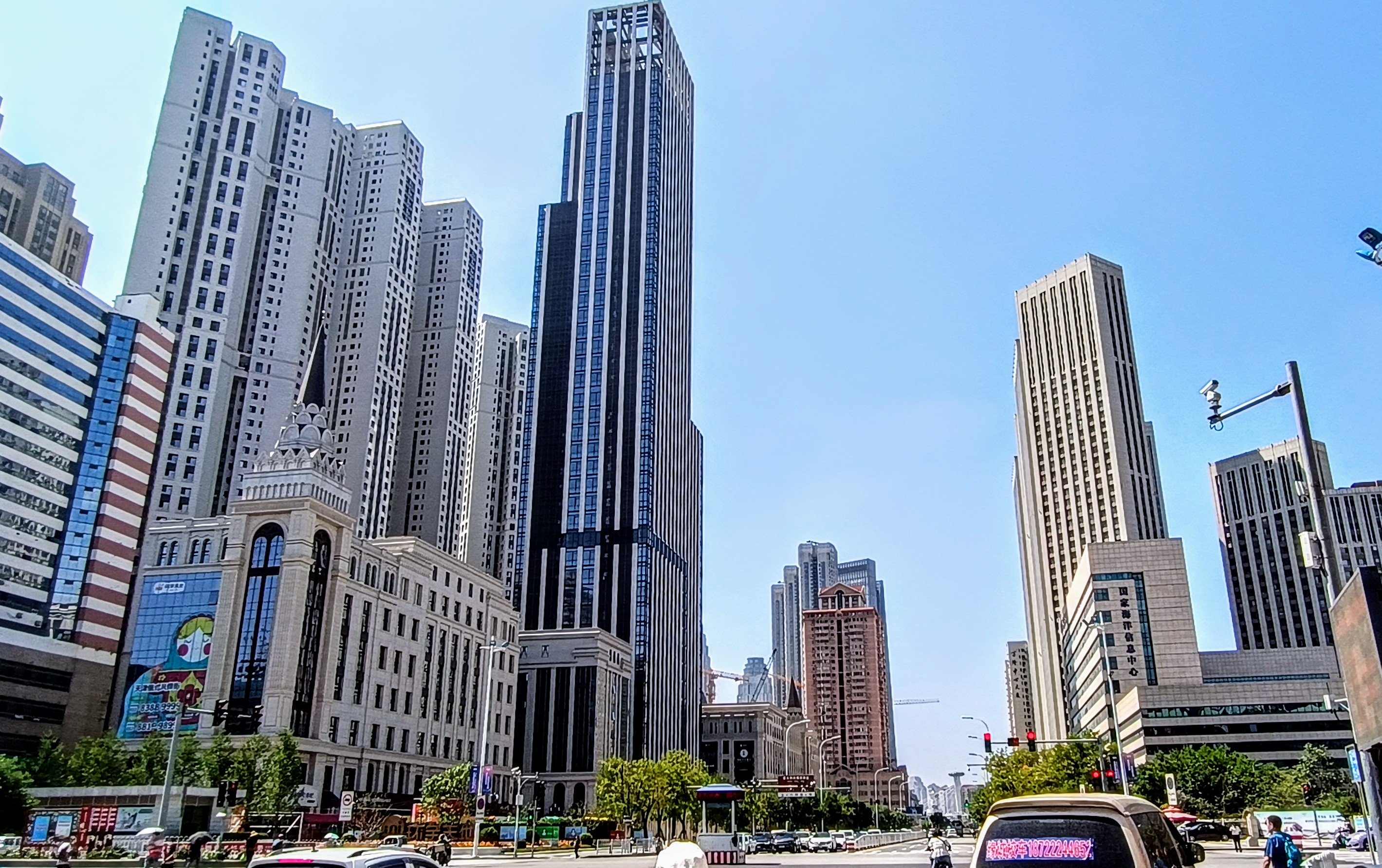
六纬路

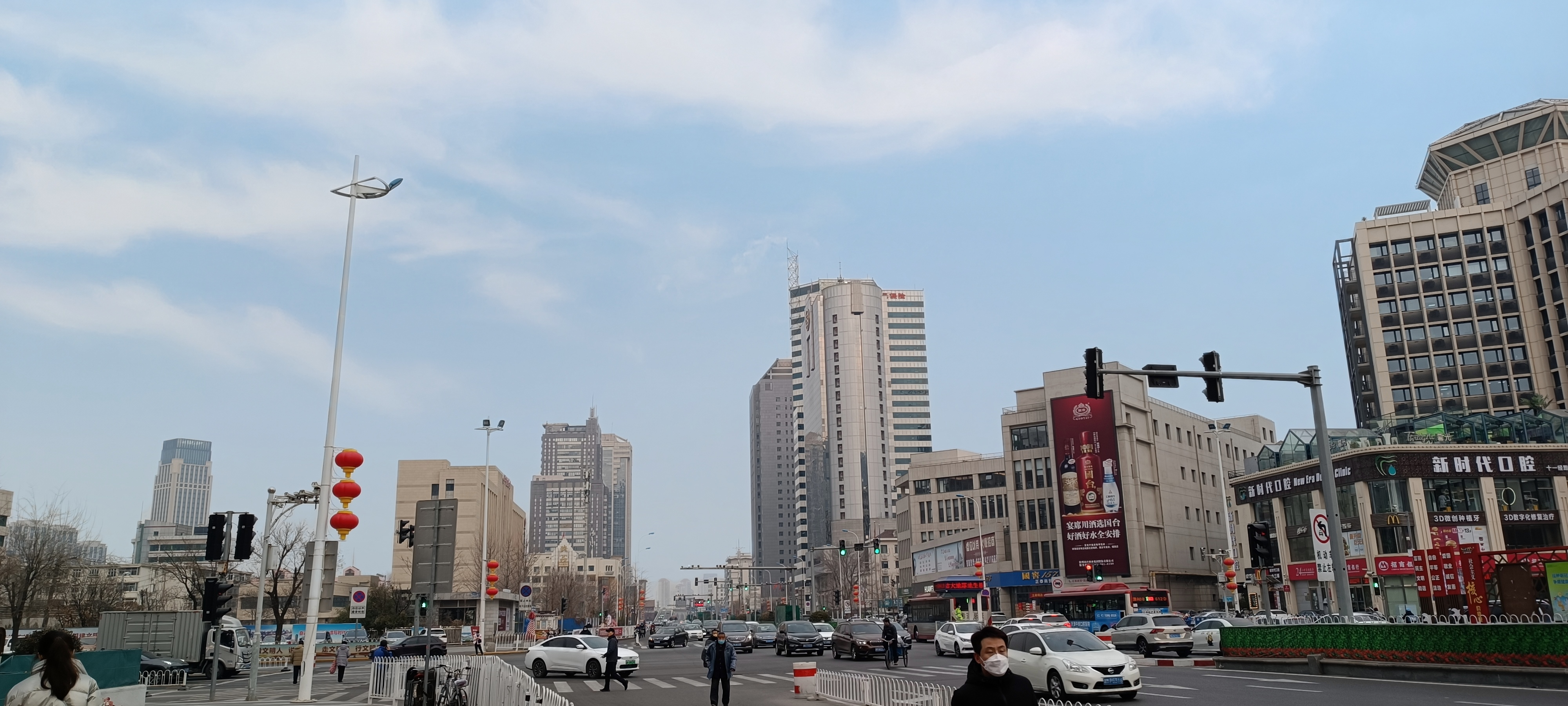
十一经路